# Eupithecia catharinae
Eupithecia catharinae là một loài bướm đêm trong họ Geometridae.